# Grigori Petrowitsch Wolkonski

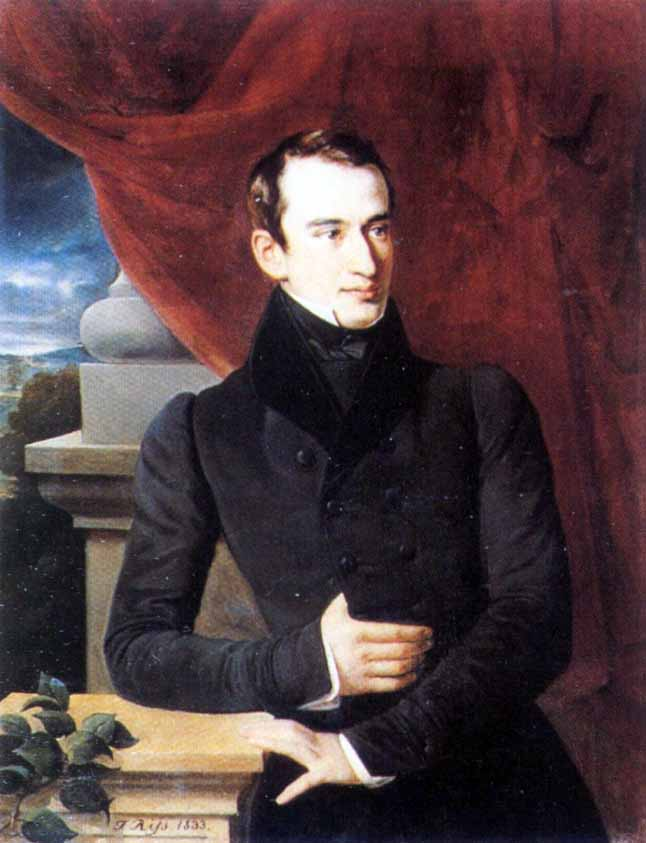
Knes Grigori Petrowitsch Wolkonski

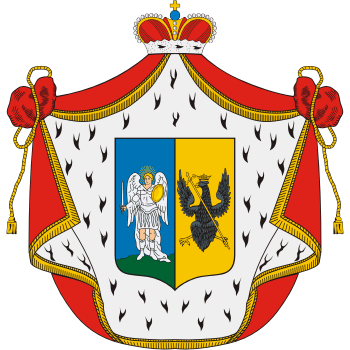
Wappen der Fürsten Wolkonski

Grigori Petrowitsch Wolkonski (russisch: Григорий Петрович Волконский; * 8. April 1808 in Sankt Petersburg; † 6. Mai 1882 in Nizza) war ein russischer Fürst und Diplomat im Dienste des Russischen Kaiserreichs. Er wurde zum Wirklichen Staatsrat und Hofmeister am Zarenhof ernannt und war der Gründer der Baltischen Linie der Wolkonskis.

## Leben
Nach seinem abgeschlossenen Hausunterricht studierte er ab 1819 am Richelieu-Lyceum in Odessa, dem Vorgänger der späteren Universität Odessa. 1820 schickte ihn sein Vater zum Studium nach Paris. Er kehrte 1822 zurück nach Sankt Petersburg und trat seinen Dienst im Außenministerium an, 1828 wurde er zum Botschafter nach Neapel in das Königreich beider Sizilien berufen. 1829 wurde er zum Kammerjunker ernannt und 1829 als Beamter in der Asien-Abteilung des Außenministeriums eingesetzt. Von 1831 bis 1839 war er Leiter der archäologischen Kommission an der Akademie der schönen Künste in Rom. 1835 wurde er zum Kammerherrn ernannt und war Anfang der 1840er Jahre Gesandter in der russischen Mission am päpstlichen Hof im Vatikan. Von 1839 bis 1842 war er Assistent des Treuhänders und von 1842 bis 1845 Treuhänder des Petersburgers Schulbezirks und ab 1845 Treuhänder des Schulbezirks Odessa. Ab 1847 war er Beamter im Außenministerium, im gleichen Jahr wurde er zum Ehrenmitglied der Universität Sankt Petersburg und 1850 zum Ehrenmitglied der Kaiserlichen Akademie der Künste ernannt. 1852 wurde ihm der Rang des Hofmeisters und 1862 der Rang des Oberhofmeisters verliehen. In Anerkennung seiner geleisteten Dienste wurde er mit dem russischen Sankt-Stanislaus-Orden ausgezeichnet.
Grigori Petrowitsch Wolkonski war auch für seine musikalische Begabung bekannt, er galt als ein hervorragender Sänger mit einem großartigen Bass. Er gehörte einem Künstlerkreis an, war mit russischen Intellektuellen, wie zum Beispiel Alexander Sergejewitsch Puschkin, befreundet und richtete Literarische Gesellschaften aus. Er trat als Sänger auch im kaiserlichen Theater auf. Während seines Aufenthalts in Rom, förderte er russische Künstler und lebte im Palazzo Salviati.

## Herkunft und Familie

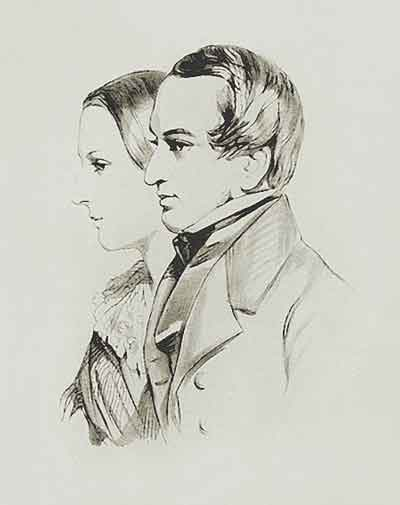
Das Ehepaar Grigori Petrowitsch Wolkonski und Gräfin Maria von Benckendorff (um 1840)

G. P. Wolkonski war ein Abkomme der russischen Rurikiden aus dem Geschlecht der Fürsten Wolkonski. Sein Vater Pjotr Michailowitsch Wolkonski (1776–1852) war russischer Feldmarschall, der mit seiner Cousine, der Hofdame Sophia Grigorijewna Wolkonskja (1787–1868), verheiratet war. In erster Ehe war Grigori Petrowitsch mit Maria Gräfin von Benckendorff (1820–1880) und in zweiter Ehe mit Lydia Waxel (1834–1897) verheiratet. Seine Nachkommen waren:
- Elisabeth Grigorjewna Wolkonskaja (1838–1897), sie war Autorin mehrerer Büchern über katholische Apologetik. Sie veröffentlichte das Buch „Der Clan der Prinzessin Wolkonski“ und  war mit Fürst Michail Sergejewitsch Wolkonski (1832–1909) verheiratet.
- Pjotr Grigorjewitsch (1843–1896), war Stallmeister am Kaiserhof. Er erkrankte Mitte der 1870er Jahre an einer psychischen Erkrankung. Seine Ehefrau war die Fürstin Vera Lwow (1848–1924).

Die zweite Frau (ab 1881) war Lydia Alexandrowna Waxel (1834–1897), seine Haushälterin. Sie erbte nach dem Tod Wolkonskys das Anwesen in Bessarabien und sein gesamtes bewegliches Vermögen und lebte in Odessa.